# 哲学の概略
以下は、哲学の概略、あるいは哲学に関する話題の手引きである。
哲学 – 存在、知識、理性、心、言語といった物に関わる普遍的・根本的な問題の研究。哲学は批判的で、一般的には体系だったアプローチをとり、合理的議論に頼る点で根本的な問題に対する(神秘主義、神話、芸術のような)他の取り組み方とは区別される。「Philosophy」という言葉はギリシア語で「知を愛すること」を意味する「φιλοσοφία」に由来する。

## 哲学の中核的な領域
哲学の中核的な領域は:
- 美学 – 美、芸術、味の性質と、美の創造および美の評価に関する研究
- 認識論 – 知識と信念の性質・射程の研究
- 倫理学 – 道徳、善、価値の研究
- 論理学 – 正しい推論の研究
- 形而上学 – 存在の状態と真実性の性質に関する研究
  - 存在論 – 存在や実在に関する研究

## 哲学の主な分野
中核的な領域とは別に、一般に哲学のうちで研究される分野がいくつかある:
- 言語哲学
- 法哲学
- 心の哲学
- 宗教哲学
- 科学哲学
- 応用倫理学
- 生命倫理学
- 環境倫理学
- 数理論理学
- 哲学的論理学
- メタ倫理学
- 応用哲学
- メタ哲学
- 人工知能の哲学
- 生物学の哲学
- 科学哲学
- 教育哲学
- 工学の哲学
- 歴史哲学
- 数学の哲学
- 音楽の哲学
- 知覚の哲学
- 物理学の哲学
- 心理学の哲学
- 社会科学の哲学
- 時空の哲学

## 哲学の歴史

### 古代哲学
- 枢軸時代

### 西洋哲学
- 中世哲学
- ルネサンス哲学
- 近代哲学

### 現代哲学
- 分析哲学
- 大陸哲学

## 哲学の理論

### 哲学的運動

#### 古代
- 儒教
- プラトンの実在論
- アリストテレス主義
- ピタゴラス主義
- ピュロン派懐疑主義
- エピクロス主義 (快楽主義)
- ストア主義
- キュニコス学派

#### 中世
- 新儒学
- ネオプラトニズム
- トミズム
- スコティズム
- スコラ学

#### 近代
- 経験主義
- 実存主義
- ドイツ観念論
- 論理主義
- 論理実証主義
- 近代主義
- 現象学
- プラグマティズム
- 合理主義
- 功利主義

#### 現代
- 脱構築主義(脱構築主義建築も参照)
- 感情主義
- ポストモダニズム
- ポスト構造主義
- 構造主義
- 客観主義

### 部門ごとの哲学

#### 美学
- 象徴主義
- ロマン主義
- 歴史主義
- 古典主義
- 近代主義
- ポストモダニズム
- 精神分析理論

#### 認識論
- 一貫主義（英語版）
- 構造主義的認識論
- 文脈主義
- 決定論
- 経験論
- 可謬主義
- 基礎づけ主義
- ホーリズム
- 無限主義
- 生得主義
- 内在主義と外材主義
- 素朴実在論
- 自然化された認識論
- 客観主義的認識論
- 現象主義
- 実証主義
- 還元主義
- 信頼性主義
- 代表的実在論
- 合理主義
- 哲学的懐疑主義
- イデア論
- 超越論的観念論
- 斉一説

#### 倫理学
- 帰結主義
- 義務論
- 徳倫理学
- 気遣いの倫理学

#### 形而上学
- 反実在論
- 実体二元論
- 自由意思
- 自由
- 唯物論
- 人生の意義
- 観念論
- 実存主義
- 本質主義
- リバタリアニズム
- 決定論
- 自然主義
- 一元論
- プラトン観念論
- ヒンドゥー観念論
- 現象主義
- 虚無主義
- 実在論
- 物理主義
- MOQ
- 相対主義
- 科学的実在論
- 独我論
- 主観主義
- 実体論
- 型理論

#### 社会・政治哲学
- アナーキズム
- 権威主義
- 保守主義
- 自由主義
- リバタリアニズム
- 国民自由主義
- 社会主義
- 功利主義
- 紛争理論
- 合意理論

#### 言語哲学
- 言及の因果論
- 意味の対照理論
- 対照主義
- 会議主義
- クラテュロス主義
- 脱構築
- 名前の記述言語主義
- 直接言及理論
- ドラマ主義
- 表現主義
- 言語学的決定論
- 論理学的原子論
- 論理実証主義
- 媒介言及理論
- 唯名論
- 半認知主義
- 男根中心主義
- 静寂主義
- 妥当性理論
- 意味論的外在主義
- 意味論的ホーリズム
- 構造主義
- 代示理論
- 象徴主義
- 神学的反認知主義
- 記述理論
- 検証理論

#### 法哲学
- 分析法学派
- 義務論
- 法倫理主義
- 法実証主義
- リアリズム法学
- 法のリバタリアン理論
- マターナリズム
- 自然法
- パターナリズム
- 功利主義
- 徳法学派

#### 心の哲学
- 行動主義
- 生物学的自然主義
- 二元論
- 消去主義的唯物論
- 出現的唯物論
- 随伴現象説
- 機能主義
- 同一説
- 相互作用説
- 唯物論
- 心身問題
- 一元論
- 素朴実在論
- 中立的一元論
- 現象主義
- 現象学 (実存主義的現象学)
- 物理主義
- プラグマティズム
- 性質二元論
- 心的表象理論
- 独我論
- 実体二元論

#### 宗教哲学
- 宗教の理論
- 無世界論
- 不可知論
- アニミズム
- 反宗教主義
- 無神論
- ダルマ
- 理神論
- 神の命令の理論
- 二元論
- 秘教
- 排外主義
- 実存主義 (キリスト教的
- 不可知論的
- 無神論的)
- フェミニスト神学
- 原理主義
- グノーシス主義
- 単一神教
- ヒューマニズム (宗教的
- 世俗的
- キリスト教)
- 内包主義
- 一元論
- 唯一神教
- 神秘主義
- 自然主義 (形而上学的
- 宗教的
- ヒューマニズム的)
- ニューエイジ
- 反二元論
- 無神教
- 汎理神論
- 汎神論
- 永遠主義
- 多神教
- プロセス神学
- スピリチュアリズム
- シャーマニズム
- 道教的
- 有神論
- 超越主義
- さらに...

#### 科学のメタ理論
- デュエム-クワイン・テーゼ
- 一貫主義
- 文脈主義
- 懐疑主義
- 演繹的法則的説明
- 決定論
- 経験論
- 可謬主義
- 基礎づけ主義
- 仮説演繹法
- 無限主義
- 道具主義
- 実証主義
- プラグマティズム
- 合理主義
- 理論の容認された観点
- 還元主義
- 理論の意味論的観点
- 科学的実在論
- 科学主義
- 科学的反実在論
- 懐疑主義
- 斉一説
- 生気論

## 哲学的な文学
- ブラックウェル・コンパニオン・トゥー・フィロソフィー
- 西洋哲学史, by バートランド・ラッセル
- 哲学の歴史, by フレデリック・コプルストン

## 哲学者
- 西洋哲学者の時間帯
- 東洋哲学者の時間帯